# Polizei SV Brême
Maillots
Le Polizei SV Bremen est un club sportif allemand localisé dans la Ville libre de Brême.
Le club comporte plusieurs départements dont une section de football féminin.

## Histoire
Le club fut fondé par des membres des services de police  en 1921 sous l’appellation VfL der Sicherheitspolizei. En 1923 il devint le VfL der Schutzpolizei, puis en 1931 il adopta pour la première fois son nom actuel de Polizei SV Bremen.
En 1934, le club participa sans succès au tour final pour la montée vers la Gauliga Niedersachsen. L’année suivante, il fut englobé dans le MTV Bremen.
En 1945, le club fut dissous par les Alliés, comme tous les clubs et associations allemands (voir Directive n°23). Le club fut reconstitué en 1946 sous la dénomination SV Grün-Weiss Bremen. Il reprit le nom de Polizei SV Bremen à la fin des années 1940.
À partir de 1947, la DFB reprit la pleine totalité de des prérogatives qu’elle avait du abandonner lors de l’arrivée au pouvoir des Nazis en 1933 (voir DRL/NSRL). La fédération nationale allemande créa cinq ligues, les Oberligen de niveau 1. La région Nord fut couverte par l’Oberliga Nord. Directement sous celle-ci se trouvèrent des ligues dont le nom et la structure varia selon les localistations. En Basse-Saxe, fut ouverte une ligue nommée Landesliga et qui fut subdivisée en cinq groupes: Braunschweig, Bremen, Hannover, Hildesheim, et Osnabrück.
À partir de la saison 1948-1949 fut instaurée, au niveau 2, l’Amateurliga Bremen (la ville de Brême est enclavée dans le territoire de la Basse-Saxe). Le Polizei SV Bremen monta dans cette ligue en vue de la saison 1954-1955. Après cinq saisons, il termina vice-champion du Blumenthaler SV et la saison suivante, en 1960, le club remporta le championnat. Il échoua durant le tour final pour la montée.
En vue de la saison 1963-1964, l’Amateurliga Bremen devint une ligue de niveau 3 à la suite de la création de la Bundesliga et l’instauration des Regionalligen au niveau 2.
Le PSV Bremen patienta dix ans pour goûter à nouveau aux joies du titre. Mais le tour final ne fut pas couronné de succès. Par contre, la 3e fut la bonne et au terme de la saison 1970-1971, le club monta en Regionalliga Nord.
Le Polizei SV ne resta qu’une seule saison au niveau et redescendit aussitôt. En 1973, il finit vice-champion de l’Amateurliga Bremen qui l’année suivante devint de niveau 4 à la suite de la création de la 2. Bundesliga et l’instauration de l’Oberliga Nord au niveau 3. Le club recula ensuite dans le classement et fut relégué au 5e niveau, en 1976.
Par la suite, le Polizei SV Bremen n’apparut plus dans les plus hautes ligues régionales.

## Palmarès
- Champion de l’Amateurliga Bremen: 1960, 1970, 1971.